# Fulvio Conti
Fulvio Conti (Roma, 28 ottobre 1947) è un dirigente pubblico e privato italiano.
Conti è stato dal 7 maggio 2018 al 26 settembre 2019 il presidente di Telecom Italia, dopo essere già stato amministratore delegato e direttore generale della società Enel.

## Biografia
Laureato in economia e commercio presso l'Università La Sapienza di Roma, entra nel 1969 nel Gruppo Mobil, dove ricopre diverse posizioni manageriali in Italia ed all'estero, fino a rivestire tra il 1989 ed il 1990 la carica di direttore finanziario per l'Europa.
Direttore amministrazione, finanza e controllo della Montecatini (dal 1991 al 1993), e direttore finanziario della Montedison-Compart (tra il 1993 ed il 1996) con responsabilità sulla ristrutturazione finanziaria del gruppo.
Dal 1996 lavora per le Ferrovie dello Stato con il ruolo di direttore generale e chief financial officer, ricoprendo vari incarichi anche nelle controllate Metropolis e Grandi Stazioni.
Dal 1998 al 1999 è direttore generale e chief financial officer di Telecom Italia, anche in questo caso assume incarichi dirigenziali in varie aziende del Gruppo come Finsiel, TIM, Sirti, Italtel, MEIE e STET International.
Nel 1999 passa all'Enel con l'incarico di chief financial officer. Amministratore delegato e direttore generale dell'Enel dal maggio 2005, attualmente ricopre anche l'incarico di consigliere di Barclays plc, AON Corporation, RCS Mediagroup, dell'Accademia Nazionale di Santa Cecilia e dell'Istituto Italiano di Tecnologia. Ha ricoperto la carica di vice presidente di Eurelectric dal 2008 al 2011, diventandone presidente dal 2011 al 2014.
Durante la sua gestione Enel manifesta l'intenzione di espandere la propria attività, con acquisizioni di società estere. Il tentativo di rilevare la società francese SUEZ viene bloccato dal governo francese che incoraggia la fusione tra questa società e Gaz de France. L'iniziativa protezionistica di Parigi ha prodotto un vasto dibattito sulle regole del libero mercato in Europa. Dopo lo stop francese, guida Enel nell'acquisizione di Endesa, maggiore società di energia elettrica spagnola.
È un convinto sostenitore del fatto che l'Italia abbia bisogno di riequilibrare il proprio mix energetico, troppo costoso e sbilanciato su gas e petrolio.
Nel 2012 viene eletto vicepresidente di Confindustria, con delega al Centro Studi.
Ha fatto parte dell'Aspen Institute.
Il 7 maggio 2018 viene scelto come Presidente di Telecom in quota Elliott. Il 26 settembre 2019 si dimette con effetto immediato.